# 中西新太郎
中西 新太郎（なかにし しんたろう、1948年 - ）は、日本の文化社会学者、横浜市立大学名誉教授。現代日本社会論・文化社会学。元唯物論研究会委員長。

## 略歴
東京都立大学 (1949-2011)人文学部卒。一橋大学大学院社会学研究科博士課程単位修得退学。岩崎允胤らの指導を受けた。鹿児島大学教育学部助教授、1990年横浜市立大学国際文化学部助教授、教授。2006年唯物論研究協会委員長。2014年横浜市立大学退職、関東学院大学経営学部教授、横浜市立大学名誉教授。
オウム真理教事件をきっかけに、子供・若者の成長に関わる文化現象に関心を持っている。NPO法人前夜が主宰する雑誌『前夜』に参加した。

## 著書
- 情報消費型社会と知の構造 学校・知識・消費社会（旬報社 1998年）
- 思春期の危機を生きる子どもたち（はるか書房 2001年）
- 若者たちに何が起こっているのか（花伝社 2004年）
- 〈生きにくさ〉の根はどこにあるのか 格差社会と若者のいま（前夜 2007年 前夜セミナーbook）
- 〈生きづらさ〉の時代の保育哲学（ひとなる書房 2009年）
- シャカイ系の想像力（岩波書店 2011年 若者の気分）

## 共編著
- 子どもたちのサブカルチャー大研究（編 片岡洋子ほか著 労働旬報社 1997年）
- 平等主義が福祉をすくう 脱〈自己責任=格差社会〉の理論（竹内章郎、後藤道夫、小池直人、吉崎祥司共著 青木書店 2005年）
- 1995年 未了の問題圏（編 雨宮処凛、中島岳志、湯浅誠、栗田隆子、杉田俊介著 大月書店 2008年）
- 21世紀への透視図 今日的変容の根源から（古茂田宏、鈴木宗徳共編　青木書店　2009年 哲学から未来をひらく）
- ノンエリート青年の社会空間 働くこと、生きること、「大人になる」ということ（高山智樹共編 大月書店 2009年）
- キーワードで読む現代日本社会（蓑輪明子共編著 植上一希、柴田努、鈴木航、二宮元著 旬報社 2012年）

## 参考
- 中西新太郎著『若者たちに何が起こっているのか』（花伝社） 2021年9月閲覧